# Чойбеков, Данияр
Данияр Чойбеков — советский хозяйственный, государственный и политический деятель.

## Биография
Родился в 1925 году в селе Барпы. Член КПСС.
Образование среднее.
Участник Великой Отечественной и советско-японской войны в составе 158-го сп 190-й сд.
С 1950 года — на хозяйственной, общественной и политической работе.
В 1950—1990 гг. — чабан колхоза им. Барпы Сузакского района Ошской области Киргизской ССР.
C 1991 года — пенсионер.
Избирался депутатом Верховного Совета Киргизской ССР 9-10-го созывов.
За увеличение производства высококачественной продукции животноводства на основе применения прогрессивной технологии был в составе коллектива удостоен Государственной премии СССР за выдающиеся достижения в труде 1979 года.
Жил в Киргизии.

## Награды
- орден Ленина[3]
- орден Октябрьской Революции[3]
- орден Отечественной войны II степени[1]
- орден Дружбы Народов[3]